# Mạc Công Tài
Mạc Công Tài (鄚公材 hay Mạc Công Thôn, ?–1833), là một viên quan triều Nguyễn, từng làm Quản thủ Hà Tiên.
Mạc Công Tài là con người thiếp thứ 3 của Mạc Tử Hoàng, em ruột Mạc Công Du. Ông nội ông là Mạc Thiên Tích. Năm 1780, Mạc Thiên Tích bị vu oan và phải tự tử bên Xiêm. Hầu hết con cháu họ Mạc đều bị vua Xiêm là Taksin đem xử tử; chỉ ba người con trai nhỏ của Thiên Tứ là Mạc Tử Sanh, Mạc Tử Tuấn, Mạc Tử Thiêm cùng các cháu nhỏ như Mạc Công Bính, Công Du, Công Tài, Công Thê được tha chết nhưng phải đi đày. Sau khi Rama I tự lập mình làm Phật vương năm 1782, mới vời họ về Bangkok nuôi cho đủ ăn. Ông ở lại Xiêm một thời gian dài.
Năm 1799, ông theo chú là Mạc Tử Thiêm về Hà Tiên. Ông yết kiến chúa Nguyễn Phúc Ánh và được phong làm Cai đội. Năm 1829, Mạc Công Du nghỉ hưu vì già yếu, ông được triều Nguyễn bổ làm Quản thủ Hà Tiên. Năm 1832, nhà Nguyễn bãi bỏ trấn Hà Tiên và thành lập Tỉnh Hà Tiên mới; do đó Công Tài cũng trở thành nhà cai trị cuối cùng của Hà Tiên trấn.
Năm 1833, khởi nghĩa Lê Văn Khôi bùng nổ, ông cùng anh trai là Công Du cùng các con của Công Du là Mạc Hầu Hi, Mạc Hầu Diệu đều nhận chức tước của họ Lê. Khi cuộc khởi nghĩa thất bại, cả 4 người đều bị giải về Huế xử tội. Họ Mạc đã bị án tru di, người sống phải thay đổi họ tên trốn đi nơi khác. Mạc Công Tài cùng với vợ đều bị tội và chết tại Hà Tiên. Đến giai đoạn này thì mặc dù con cháu họ Mạc vẫn còn ở Hà Tiên, tuy phải đổi họ và trốn tránh, nhưng sau đó đến đời vua Thiệu Trị, năm 1846, nhà vua mới cho phục hồi Mạc Công Miếu cất lại nơi núi Lăng, cho người tìm con cháu họ Mạc để ban chức và lo việc thờ phụng, giữ gìn ngôi miếu. Tuy nhiên họ Mạc lúc này không còn người để làm Trấn Thủ như trước. Hà Tiên hoàn toàn do triều đình nhà Nguyễn quản lý và cấp quan cai trị.
Mạc Công Tài có một người vợ là Phiên Thị Nhụ Nhân. Ông có 3 người con là Mạc Ngọc Hạnh, Mạc Ngọc Mai và Mạc Như Đông. Bởi vì họ Mạc bị án tru di, nên có thời gian Như Đông mang họ Trần của mẹ và có một người con là Trần Hữu Tạo. Thời gian đầu, mộ Mạc Công Tài chỉ là tấm đá không khắc chữ. Năm 1873, Mạc Ngọc Mai mới làm bia đá cho cha mẹ, bia Công Tài mới được khắc chữ “Ấm thụ xuất Đội huý Công Tài Mạc Công chi mộ”. Từ xưa Hà Tiên đã có đường Mạc Công Tài.